# Кришталеві гори
Кришталеві гори — ланцюг низьких гір на заході центральної Африки. Проходять паралельно атлантичному узбережжю і розташовуються на території Габону і Екваторіальної Гвінеї між річками Огове на півдні і Кампо на півночі. Кришталеві гори відносять до західного краю Південногвінейської височини. Середні висоти 600—800 м над рівнем моря. Найвища точка — гора Дана (1000 м). Гори складені докембрійськими кристалічними породами. Схили покриті вологими вічнозеленими екваторіальними лісами.
У горах створено однойменний національний парк (англ. Crystal Mountains National Park), оскільки схили гір багаті рослинною різноманітністю і покриті вічнозеленими тропічними лісами, незайманими цивілізацією. Річки, протікаючи через гори, утворюють пороги і чудові водоспади. Тут водяться лісові слони, горили, буйволи, шимпанзе та інші ссавці вологих екваторіальних лісів палеотропіків. Кришталеві гори — одно з небагатьох місць в країні, де водяться леопарди, а також росте велика кількість бегоній і орхідей.